# Hans D. Baumann
Hans D. Baumann, genannt Doc Baumann (* 1950 in Kassel) ist Fachautor und -journalist für digitale Bildbearbeitung und Photoshop, Grafiker, Schriftsteller und Kunstwissenschaftler.

## Leben
Nach dem Abitur 1968 absolvierte er ein Praktikum als Bühnenmaler. Ab 1969 studierte er Kunst und Kunstwissenschaft in Marburg, Düsseldorf und Kassel. Er promovierte über den Bildbegriff und war anschließend als Uni-Kunstwissenschaftler tätig. Seit 1981 arbeitet er als freiberuflicher Autor und veröffentlichte seither rund 40 Bücher. Daneben arbeitet er als Journalist, Foto-Grafiker sowie Kunstwissenschaftler. 1984 bis 1996 war er Chefredakteur des Motorradrocker-Magazins Bikers News (bis 2005 Herausgeber). Seit 1984 beschäftigt er sich mit digitaler Bildbearbeitung und seit 1988 schreibt er Artikel und Bücher über digitale Bildbearbeitung und Typographie. Er ist Autor diverser Computer- und Fotozeitschriften.
1986 verfasste er ein Buch Der Film: Der Name der Rose über die Dreharbeiten zum Film Der Name der Rose und den historischen, kirchengeschichtlichen und philosophischen Hintergrund zu Umberto Ecos Buch Der Name der Rose, das auch das erste in Deutschland mit Desktoppublishing elektronisch gestaltete Buch ist. Baumann gehört in Deutschland zu den Pionieren dieser Technik und ist Chefredakteur und Mitgründer des Bildbearbeitungs-Magazins DOCMA, das seit 1990 besteht.

## Veröffentlichte Bücher/CDs
- 1977 – Kunst und Medien – Materialien zur documenta 6 (Mitherausgeber)
- 1983 – Motorräder am Rande der Hölle (Kurzgeschichten, Kübler)
- 1985 – Rocker – Die wilden Motorradgruppen (Beltz)
- 1985 – Kassel in alten Ansichten (Zaltbommel)
- 1986 – Der Film: Der Name der Rose (mit Arman Sahihi); Die schönsten Motorradtankbemalungen der Welt (Serag); Rocker in Deutschland 3 (Herausgeber; Huber)
- 1987 – Chopper – Bilder aus dem Bikerleben (Serag); Kauf mich! Werbewirkung durch Sprache und Schrift (mit Arman Sahihi; Beltz); Custom Cars (mit Dieter Günther, Serag)
- 1987 – Rocker in Deutschland 4 (Herausgeber; Huber)
- 1988 – Rocker in Deutschland 5 (Herausgeber; Huber); Caddy & Co – US-Autos der 50er und 60er (mit Dieter Günther, Serag); Rocker – Die wilden Motorradgruppen (erweiterte Neuauflage, Huber)
- 1989 – Horror – Die Lust am Grauen (Beltz; Taschenbuchausgabe Heyne 1990); Graphik – Malen und Zeichnen mit dem Macintosh (MACup-Lexikon)
- 1990 – 1200 Jahre Trais-Münzenberg (Herausgeber, Huber); Unsere fernen Nachbarn – Wie sich die Erdbewohner die Außerirdischen vorstellen (Rasch und Röhring); Desktop Publishing: Typographie und Layout (mit Manfred Klein; Falken)
- 1992 – Lexikon Macintosh Grafik (Rowohlt)
- 1993 – Handbuch digitaler Bild- und Filtereffekte  (Springer, Heidelberg); DuMont’s Handbuch: Digitale Mal- und Grafiktechniken (DuMont)
- 1997 – Digitale Bildwelten (dpunkt)
- 2000 – Doc Baumanns digitales Atelier (vier Bände, Arktis); Doc Baumanns digitales Archiv (Bild-CDs, sieben Bände, Arktis)
- 1993–2002 – Daytona Bikeweek (jährlicher Fotoband, Huber)
- 2004 – Digitales Atelier – Die Kunst der Bildbearbeitung  mit Photoshop (mit Christoph Künne; Rowohlt)
- 2005 – Die besten Photoshop-Workshops aus DOCMA (mit Christoph Künne; Addison-Wesley); Auswählen – Photoshop Basiswissen (Addison-Wesley); Schärfen und Weichzeichnen (Addison-Wesley)
- 2006 – Perspektive (Addison-Wesley); Montagen (Addison-Wesley); Masken und Kanäle (Addison-Wesley); Malen und Zeichnen (Addison-Wesley); Die besten Photoshop-Workshops aus DOCMA, Band 2 (mit Christoph Künne; Addison-Wesley)
- 2006 – Acht Bild-CDs (Material für digitale Bildmontagen) (Addison-Wesley)
- 2007 – Freistellen; Ebeneneffekte; Neues in Photoshop CS3 (mit Christoph Künne, Addison-Wesley)
- 2008 – Text und Typoeffekte; Photoshop Einrichten und Automatisieren (mit Christoph Künne, Addison-Wesley)
- 2008 – Verzerren (Addison-Wesley)
- 2008 – Edition DOCMA – Photoshop-Basiswissen: Band 1-20, Doc Baumann mit Christoph Künne, ISBN 978-3-8273-2606-5, Addison-Wesley
- 2008 – Die besten Photoshop Tipps & Tricks, Doc Baumann mit Christoph Künne, ISBN 978-3-8273-2657-7, Addison-Wesley